# Баффало (гора)
Баффало (англ. Mount Buffalo) — горное плато в Викторианских Альпах в австралийском штате Виктория, расположенная на территории Национального парка Маунт-Баффало. Расположена в 350 км к северо-востоку от Мельбурна. Высота 1723 м над уровнем моря.

## История
До поселения европейцев гору Баффало посещали народы митамбута и таунгуронг, которые приходили полакомиться богонгскими ночными бабочками Agrotis infusa. Гамильтон Хьюм и Уильям Ховелл были первыми европейцами, посетившими этот район, и они назвали гору во время своей экспедиции 1824 года, отметив сходство горы с гигантским спящим буйволом.
В 1836 году исследователь и генеральный инспектор Нового Южного Уэльса Томас Митчелл посетил этот район и назвал гору Абердин, не подозревая, что она уже была названа Гора Баффало.

## Туризм
Через плато проходят обширные пешеходные тропы, усыпанные огромными гранитными скалами. У ущелья Маунт-Баффало есть отвесные гранитные скалы, с которых открывается прекрасный вид на долину реки Овенс. Скалы популярны среди любителей скалолазания, а вблизи есть стартовая площадка для дельтапланов. На краю откоса расположены живописные водопады.
На горе расположено самое крупное деревянное здание в Австралии шале Mount Buffalo, построенное в 1910 году. Зимой на горе катаются на беговых лыжах. Водохранилище озеро Катани, созданное на плато, используется для гребли на каноэ, рыбалки и плавания.

## Галерея

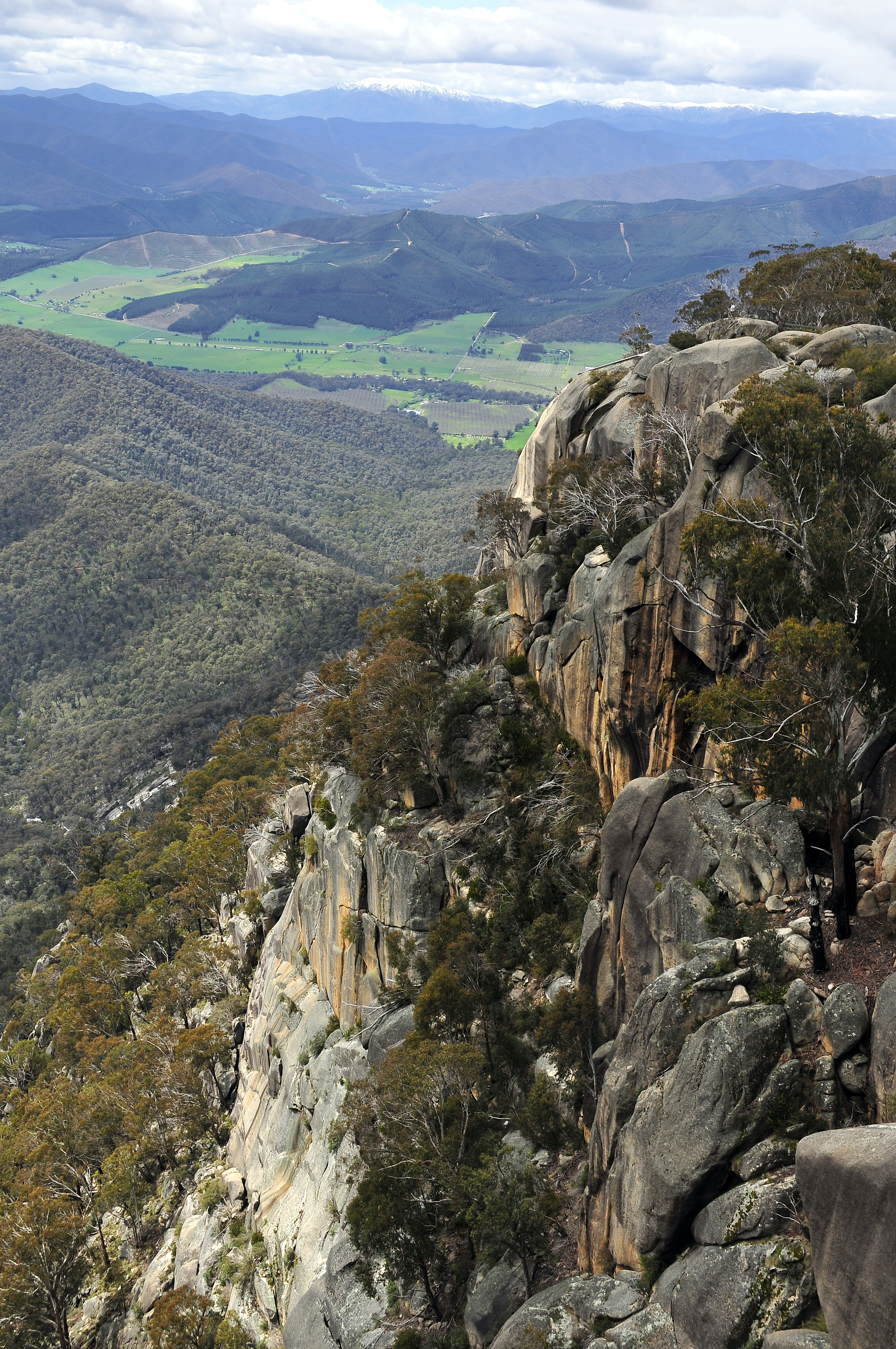
Гранитные скалы
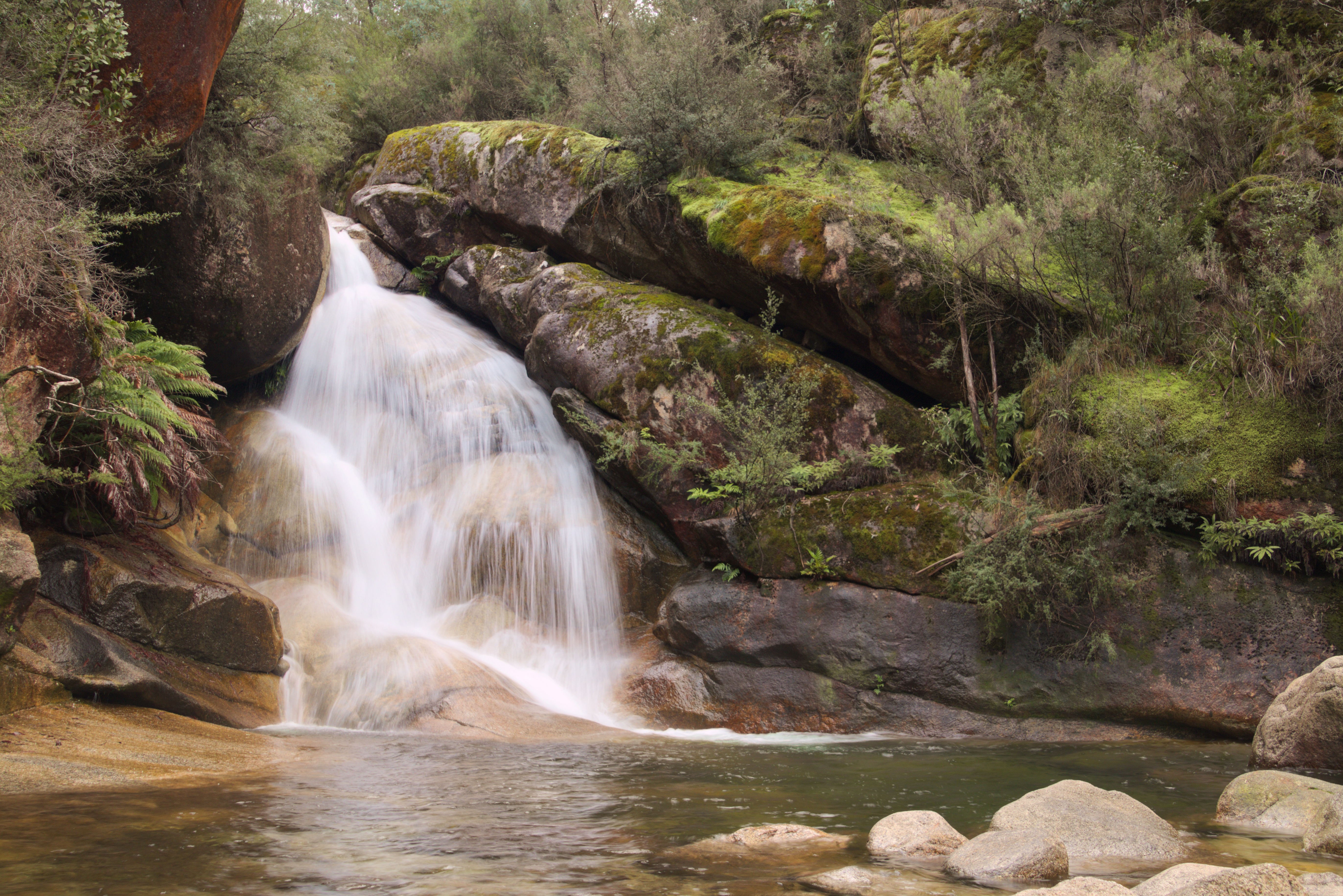
Водопад на Баффало
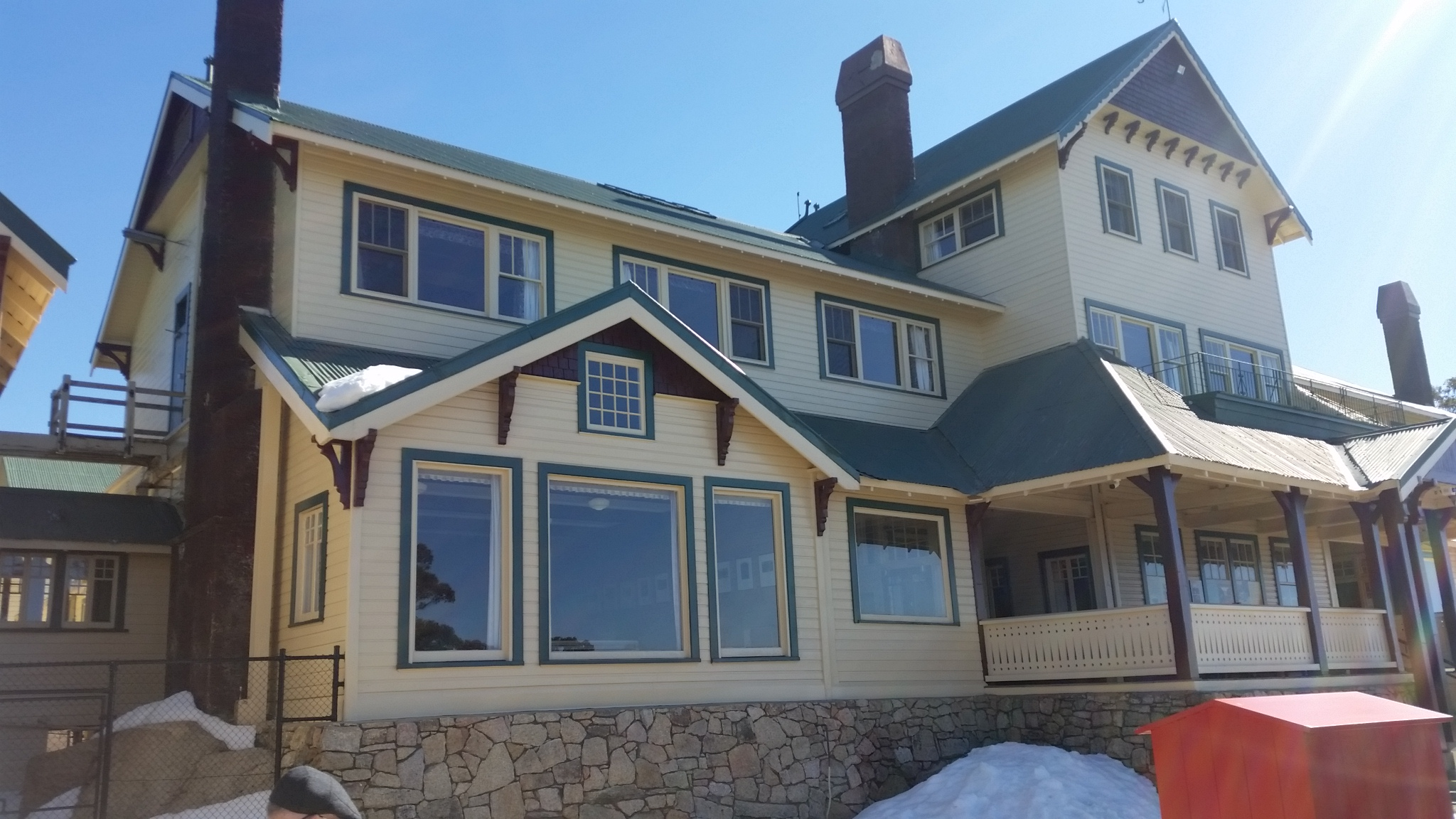
Шале Mount Buffalo на горе
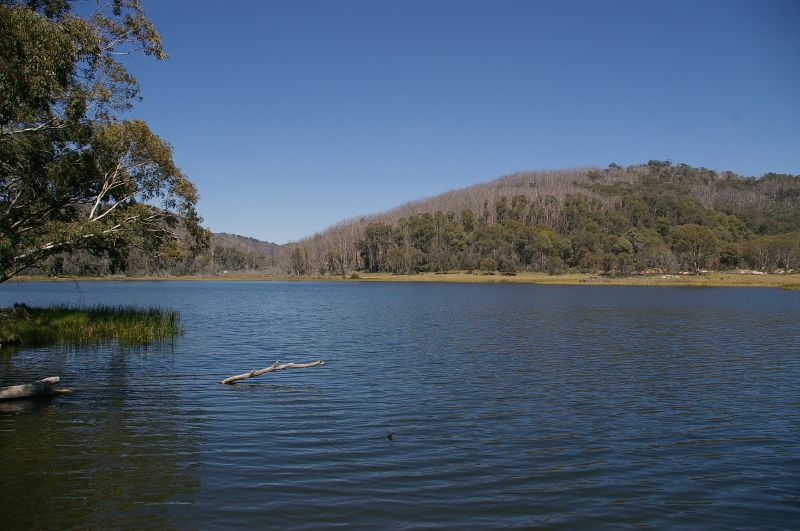
Озеро Катани

## Климат
Климатические данные получают из шале Mount Buffalo, расположенного на высоте 1350 м над уровнем моря. Здесь отмечается экстремальный зимний пик осадков, при этом большое количество осадков выпадает в виде сильного снега.